# オンタデ
オンタデ（御蓼、学名：Aconogonon weyrichii var. alpinum）はタデ科オンタデ属の多年草。ウラジロタデの変種。別名、イワタデ。

## 特徴
高さ30-100 cmで、雌雄異株。長さ3 mm程の黄白色の小花が密集する。花期は6-10月。雌株の果実はそう果で3個の翼があり、紅色を帯びる。ウラジロタデより全体に毛が少なく、成長すると両面の毛が落ちて裏面が緑色となる。根は直径5 cm以上になり、1 mよりも深く根をはる。果実は同科のイタドリに似ている。

## 分布
北海道の大雪山と本州中部以北の亜高山帯-高山帯にかけて分布する。木曾の御嶽山で最初に発見されたことからこの名がついた。基準標本は富士山のもので、富士山の高山帯（標高2,400-3,300 m ）に多く分布している。風衝地、砂礫地、岩礫地、火山の荒地などの他の生物が生育しにくい場所に真っ先に生育し始めるパイオニア植物である。秋田県で、レッドリストの絶滅危惧種の指定を受けている種である。

## シノニム
- Aconogonon weyrichii (F.Schmidt) H.Hara subsp. savatieri (Nakai) Tzvelev
- Aconogonon savatieri (Nakai) Tzvelev
- Pleuropteropyrum alpinum (Maxim.) Koidz.
- Pleuropteropyrum alpinum (Maxim.) Koidz. var. chokaense Koidz.
- Pleuropteropyrum weyrichii (F.Schmidt) H.Gross var. alpinum (Maxim.) H.Gross
- Polygonum savatieri Nakai
- Polygonum weyrichii F.Schmidt var. alpinum Maxim.

## 関連画像
- 若い花序
鳥海山・2013年6月
- 赤くなった雌株の実
燕岳・2002年8月
- 和名の由来の地の高山帯に群落がある。御嶽山・2010年8月